# Vinylbromide
Vinylbromide is een halogeenalkeen dat zeer reactief is. Het is een ontvlambaar gas met een scherpe geur, en reageert heftig met oxiderende stoffen.

## Synthese
Vinylbromide kan bereid worden door de additie van waterstofbromide aan ethyn, met behulp van kwik(II)bromide:
{\displaystyle {\ce {{C2H2}+HBr->[{\ce {200{^{\circ }}C}}][{\ce {HgBr2}}]{C2H3Br}+C2H4Br2}}}
Als nevenproduct ontstaat 1,1-dibroomethaan. Dit kan echter verder worden omgezet tot vinylbromide door reactie met 1,2-dibroomethaan, gevolgd door reductie met kaliumhydroxide:
{\displaystyle {\ce {2C2H4Br2 ->[{\ce {KOH}}] C2H3Br}}}

## Toepassingen
Vinylbromide is een goedkoop monomeer dat gemakkelijk polymeriseert tot bijvoorbeeld polyvinylbromide en andere broompolymeren. Daarnaast wordt het gebruikt als alkyleringsreagens in de organische synthese.

## Toxicologie en veiligheid
De stof is irriterend voor de ogen. Inademing ervan kan effecten hebben op het centraal zenuwstelsel. Vinylbromide is ook ingedeeld als mogelijk kankerverwekkend (carcinogeen categorie 2) bij de mens.